# Harry Gregg
Henry Gregg, OIB (Magherafelt, 25 de outubro de 1932 – Coleraine, 17 de fevereiro de 2020) foi um futebolista e treinador de futebol britânico.
Ele foi um dos sobreviventes do desastre aéreo de Munique. Escapou relativamente ileso, sendo capaz de voltar a jogar apenas treze dias depois, e foi inclusive apelidado de "herói de Munique" exatamente por buscar salvar quantas vidas possível após o acidente do avião, ignorando o perigo de sucessivas explosões na aeronave. Resgatou primeiramente uma bebê e a mãe da criança e depois alguns colegas de Manchester United desacordados ou severamente feridos para saírem sozinhos - casos de Dennis Viollet, Bobby Charlton, o técnico Matt Busby e Jackie Blanchflower. Apesar do que fez, recusava tratamento de herói, sofrendo de síndrome do sobrevivente. Ainda em 1958, foi o goleiro titular da seleção da Irlanda do Norte na Copa do Mundo na Suécia. Conseguiu avançar com sua seleção às quartas-de-final, feito que nunca mais aconteceu à nação, e terminou eleito o melhor goleiro do torneio.
Gregg abandonou a carreira de jogador em 1967, no Stoke City. No ano seguinte, iniciou sua trajetória como treinador, no Shrewsbury Town. Treinou também Swansea City, Crewe Alexandra e Carlisle United, até sua aposentadoria, em 1987.
Em 1 de julho de 2008, Gregg fez uma Pós-Graduação Honorária da Universidade do Ulster, e a ele foi concedida a honraria de doutor da Universidade ("DUniv"), em reconhecimento da sua contribuição para o futebol.

## Morte
Gregg morreu no dia 17 de fevereiro de 2020, aos 87 anos. devido uma doença de longa duração.